# Nectonemertes acanthocephala
Nectonemertes acanthocephala är en djurart som tillhör fylumet slemmaskar, och som beskrevs av Korotkevich 1955. Nectonemertes acanthocephala ingår i släktet Nectonemertes och familjen Nectonemertidae. Inga underarter finns listade i Catalogue of Life.